# 플로렌스 스탠리

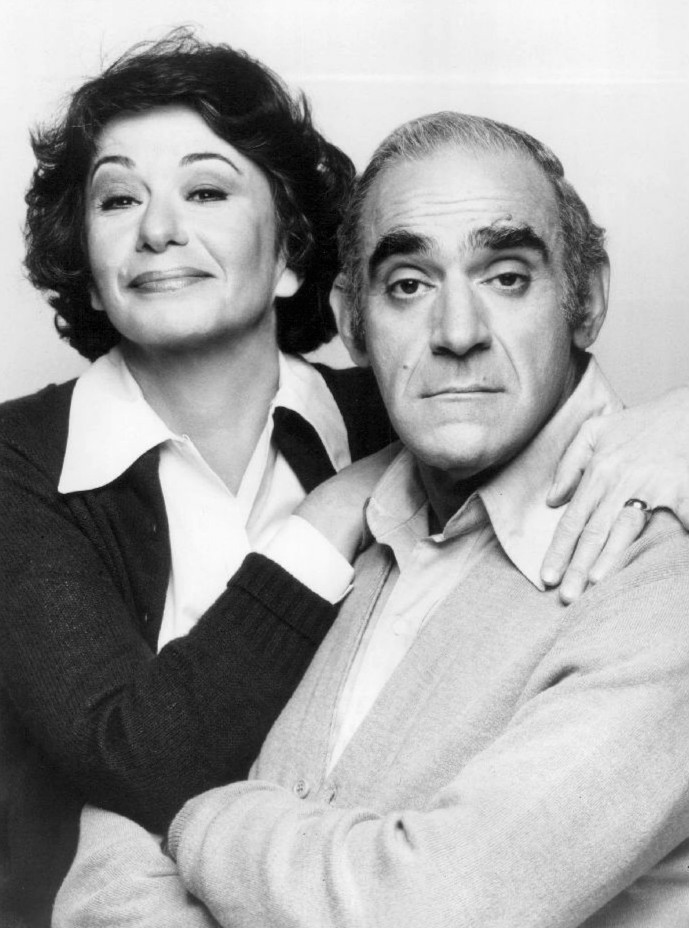

플로렌스 스탠리(Florence Stanley, 1924년 7월 1일 ~ 2003년 10월 3일)는 미국의 배우, 연극 배우, 텔레비전 배우, 성우, 영화배우이다.
시카고에서 태어났으며 로스앤젤레스에서 사망하였다. 사인은 뇌졸중이다.

## 영화
- 다운 위드 러브 (2003년)
- 어코딩 투 스펜서 (2001년) - 할머니 역
- 아틀란티스 - 잃어버린 제국 (2001년) - 버사 패커드 목소리 역
- 브레이니액컴 (2000년)
- 별난 커플 2 (1998년)
- 불워스 (1998년)
- 시빌 (1995년)
- 구피 무비 - 오리지널 (1995년)
- 독 안에 들어간 쥐 (1994년)
- 트러블 바운드 (1993년)
- 다이너소어 (1991년)
- 키디콤의 비밀 (1990년)
- 메이비 베이비 (1988년)
- 포춘 (1987년)
- 포춘 (1975년)
- 돌고래 알파 (1973년)